# Египетский сервиз

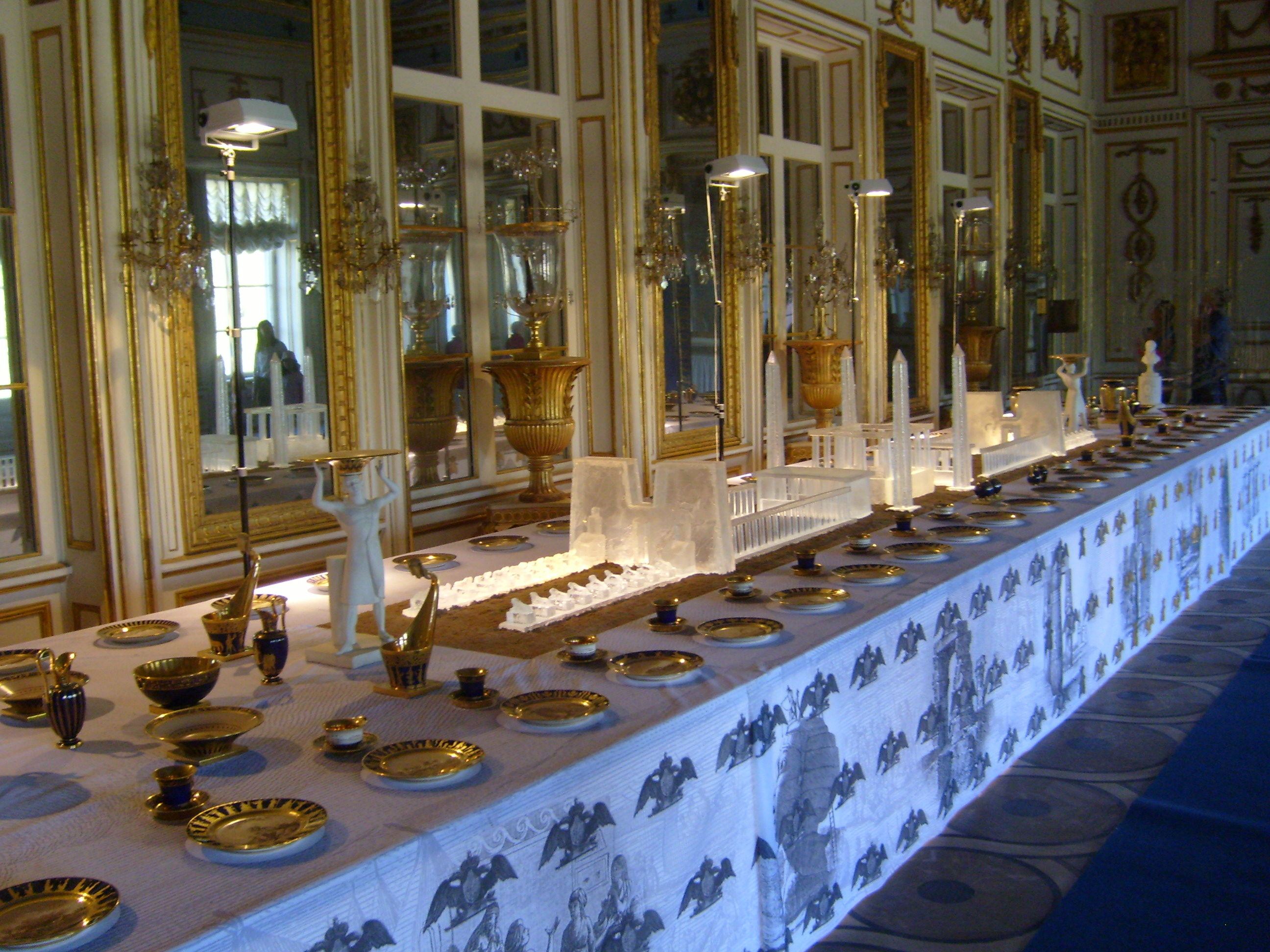
Египетский сервиз в усадьбе Кусково

Египетский сервиз — одно из знаменитых произведений Севрской фарфоровой мануфактуры, шедевр декоративно-прикладного искусства. Создан в 1804—1808 годах в ампирном египтизирующем стиле. Состоит из 136 предметов, в том числе настольных украшений в виде обелисков, пирамид и сфинксов. Тарелки и чаши украшают росписи по гравюрам из книги «Путешествие по Верхнему и Нижнему Египту», выполненных с рисунков Д. Виван-Денона во время Египетского похода Наполеона Бонапарта.
Оригинальный сервиз создавался для дворца Тюильри, но в 1808 году был подарен Наполеоном российскому императору Александру I во время встречи в Эрфурте. В 1810—1812 годах для Жозефины Богарне был изготовлен второй сервиз, однако он был ею отвергнут. В 1818 году он был преподнесён герцогу Веллингтону — победителю Наполеона в битве при Ватерлоо за его помощь в восстановлении монархии Бурбонов. Сейчас он находится в лондонском Музее Виктории и Альберта. Российский сервиз ныне хранится в Музее керамики Кусково (126 предметов) и в Государственном Эрмитаже (10 предметов).

## Описание
Сервиз выполнен из бисквита, расписан надглазурным кобальтом, сепией и золочением. Состоит из двух частей: десертной и для завтрака. Десертная часть включает 72 тарелки, 12 компотниц, 8 емкостей для фруктов, 4 сахарницы, 4 мороженицы и 2 конфитюрницы, — всего 90 предметов. Набор для завтрака состоит из чашек, блюдец и молочников, — всего 33 предмета. Центральное место занимает настольное украшение в виде киоска Траяна на острове Филэ, 4 обелиска, 4 колоннады, 4 колоссов Мемнона и двух аллей сфинксов. Общее количество предметов в сервизе — 136.
Мороженицы сделаны в виде каноп — ритуальных египетских сосудов, которые использовали бальзамировщики для хранения внутренностей усопшего; рисунки на них повторяют барельефы Карнакского храма.

## История создания
Идея создания сервиза родилась во время Египетского похода Наполеона Бонапарта, который состоялся в 1798—1801 годах. В этой военной кампании будущего императора Франции сопровождала большая комиссия из учёных, исследователей, инженеров, техников и художников, в задачу которой входило изучения истории и географии страны. Результатом трудов Комиссии стала монументальная работа «Описание Египта», оказавшая влияние на зарождение египтомании.

### Первый сервиз (1804—1808)
Оригинальный сервиз создавался для дворца Тюильри, но в 1808 году был подарен Наполеоном российскому императору Александру I во время встречи в Эрфурте.
Сервиз долгое время хранился в Санкт-Петербурге, затем поступил в Оружейную палату Московского Кремля. В 1924-1926 годах был передан музею-усадьбе «Кусково» (Музее керамики Кусково), где ныне и хранится. В 1929 году 10 предметов в ходе межмузейного обмена были переданы в Государственный Эрмитаж. На выставке «Египтомания. К 200-летию дешифровки египетских иероглифов Ж.-Ф. Шампольоном», проходившей 2022—2023 годах в Эрмитаже впервые были представлены все 136 предмета сервиза.

### Второй сервиз (1810—1812)
Второй сервиз, состоящий из 72 предметов, изготовлялся в 1810—1812 годах. Наполеон заказал его в качестве подарка своей первой жене Жозефине после развода. Известно, что Жозефина участвовала в заказе, но, когда 1 апреля 1812 года посуда была доставлена в усадьбу Мальмезон, она от неё отказалась. Сервиз, оцененный в 36 300 франков, вернулся на фабрику. В 1818 году, после ссылки Наполеона на остров Святой Елены, Людовик XVIII подарил сервиз Артуру Уэлсли, 1-му герцогу Веллингтону — победителю Наполеона в битве при Ватерлоо — за его помощь в восстановлении монархии Бурбонов. К этому времени из набора осталось 66 предметов. К настоящему времени утрачены в общей сложности 10 тарелок, включая 4 дополнительных. До 1979 года сервиз оставался у герцогов Веллингтонских; затем был приобретен Музеем Виктории и Альберта. Сегодня музей экспонирует только одну тарелку, все оставшиеся предметы переданы во временное пользование English Heritage и выставлены в Эпсли-Хаусе в Лондоне.